# Aichtal

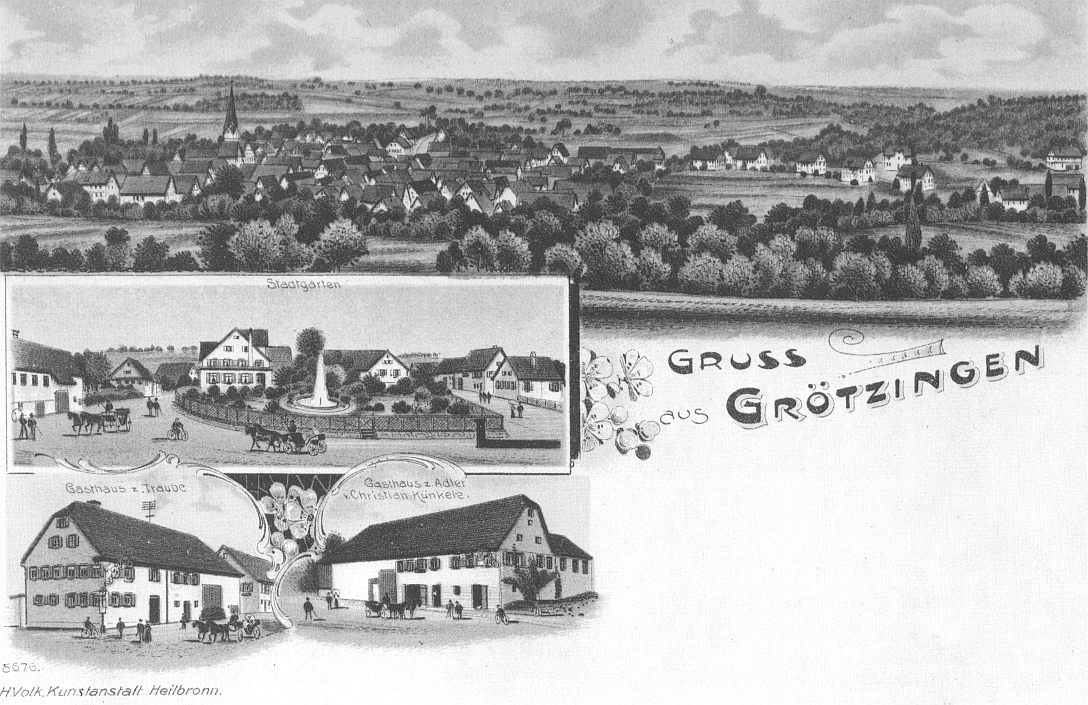
Grötzingen 1895

Aichtal (Ausspracheⓘ) ist eine Stadt in der Mitte von Baden-Württemberg, etwa 18 Kilometer südlich der Landeshauptstadt Stuttgart im Landkreis Esslingen gelegen. Sie gehört zur Region Stuttgart (bis 1992 Region Mittlerer Neckar) und zur europäischen Metropolregion Stuttgart. Die 1975 im Rahmen der Gemeindereform entstandene Gemeinde, bestehend aus den drei Stadtteilen Grötzingen, Aich und Neuenhaus, zählt rund 10.000 Einwohner.

## Geographie

### Geographische Lage
Aichtal liegt am südlichen Rand der Filderebene im Tal der namensgebenden Aich, einem linken Nebenfluss des Neckars. Durch den Höhenrücken von Galgenberg, Kleinbergle und Schaichberg ist es vom Neckartal getrennt. Der Stadtteil Neuenhaus, im Winkel der von Aich und Schaich gebildeten Talgabelung gelegen, gehört größtenteils zum Naturpark Schönbuch. Die Knollenmergelhänge des Aichtals sind von Wiesen und Obstgütern bedeckt. Das Stadtgebiet erstreckt sich über eine Höhenlage von 295 Meter bei der Kläranlage Grötzingen bis 498 Meter auf dem Betzenberg im Schönbuch.

### Ausdehnung des Stadtgebiets
Die Stadt umfasst eine Fläche von 23,64 Quadratkilometern, wovon 3,48 Quadratkilometer besiedelt sind. Mit 10,49 Quadratkilometern nehmen Waldflächen fast die Hälfte der Gemarkung ein, darunter der 8,12 Quadratkilometer große Anteil am Schönbuch. Die Ausdehnung des Stadtgebiets beträgt 11,0 Kilometer von Westen nach Osten entlang der Aich und 3,4 Kilometer in Nord-Süd-Richtung.

### Nachbargemeinden
Angrenzende Gemeinden sind Filderstadt im Norden, Wolfschlugen im Nordosten, Nürtingen im Osten, Neckartailfingen und Schlaitdorf im Süden, Walddorfhäslach (Landkreis Reutlingen) im Südwesten und Waldenbuch (Landkreis Böblingen) im Westen.

### Stadtgliederung
Aichtal besteht aus den drei Stadtteilen Grötzingen (rund 4500 Einwohner; 7,68 Quadratkilometer), Aich (rund 3300 Einwohner; 6,11 Quadratkilometer) und Neuenhaus (rund 2100 Einwohner; 9,85 Quadratkilometer). Zu Aich gehört die räumlich getrennte Siedlung Rudolfshöhe, dem Stadtteil Grötzingen ist der Wohnplatz Bergwirtshaus angegliedert. Abgegangene Ortschaften sind Bombach und Mühlstetten in Aich sowie Forsthaus, Waldbruderhaus, Grünes Häusle und Brustelberg in Neuenhaus.

### Flächenaufteilung
Nach Daten des Statistischen Landesamtes, Stand 2014.

## Geschichte
Am 1. Januar 1975 wurde bei der Verwaltungsreform aus der Stadt Grötzingen und den selbstständigen Gemeinden Aich und Neuenhaus die neue Stadt Grötzingen mit dem Verwaltungssitz im Stadtteil Aich gegründet. Nach Protesten aus Aich und Neuenhaus, wo sich Teile der Bevölkerung durch diesen Namen herabgestuft fühlten, wurde die Stadt am 1. August 1978 in Aichtal umbenannt.

### Verwaltungszugehörigkeit
Mit der Umsetzung der Verwaltungsgliederung im Königreich Württemberg blieben die altwürttembergische Stadt Grötzingen und die beiden Orte Aich und Neuenhaus 1806 dem Oberamt Nürtingen zugeordnet. Bei der Kreisreform während der NS-Zeit in Württemberg gelangten sie 1938 zum gleichnamigen Landkreis. 1945 wurden die Orte Teil der Amerikanischen Besatzungszone und gehörten somit zum neu gegründeten Land Württemberg-Baden, das 1952 im jetzigen Bundesland Baden-Württemberg aufging. 1973 erfolgte die Kreisreform in Baden-Württemberg, bei der die Orte zum Landkreis Esslingen kamen.

### Grötzingen
Auf der Gemarkung von Grötzingen (schwäbisch Gretzeng ['gret͡seŋ]) gab es schon im Neolithikum einen Siedlungsplatz, direkt an der Aich gelegen. Bei einer Verlegung des Flussbettes der Aich im Jahr 2008 wurden Funde von Steinwerkzeugen und Tonscherben gemacht.
In einer Urkunde des Königs Heinrich IV. wurde 1075 zum ersten Mal Gretzingan erwähnt. Darin ging es um die Weinberge in Grötzingen, die dem Kloster Hirsau zustanden. Die alemannische Siedlung entstand spätestens im 7. Jahrhundert und lag im heutigen Altgrötzinger Tal. Der Name geht vermutlich auf einen Sippenführer namens Gretz zurück.
Vermutlich in der ersten Hälfte des 13. Jahrhunderts legte einer der Grötzinger Herren im Südteil der Ortsmarkung an der Aich eine Wasserburg mit einem Wirtschaftshof an. Die Gründung der Stadt Grötzingen erfolgte um 1275 durch Ritter Diepold von Bernhausen, der König Rudolf von Habsburg unterstützte und die Stadt als Wehranlage gegen das an Einfluss gewinnende württembergische Nürtingen errichtete. Im Jahre 1304 wurde Grötzingen erstmals urkundlich als Stadt bezeichnet, die Bewohner des Urdorfs zogen in ihre Mauern um, das bisherige Dorf verfiel. Im Jahre 1337 verkaufte Diepolds Sohn die Stadt an Württemberg.
Vom 14. bis in das 16. Jahrhundert war Grötzingen Sitz eines Amtes, zu dem Aich, Neckartailfingen, Neckartenzlingen, Neuenhaus und Wolfschlugen gehörten. Danach kam Grötzingen zum Amt Nürtingen.
Im Schmalkaldischen Krieg hatten die Einwohner 1546 aus Geldnot ihre Kanonen verkauft. Als sich plündernde Soldaten näherten, gruben sie hölzerne Brunnenrohre aus und schoben sie in die Schießscharten der Stadtmauer. Da die herannahenden Soldaten diese für Kanonen hielten, zogen sie weiter, ohne die Stadt anzugreifen.
In den Jahren 1634/1635 fielen 243 Grötzinger und 194 Neckartailfinger Bürger, die nach der Zerstörung ihres Ortes hier Zuflucht suchten, der Pest zum Opfer. Nach dem Dreißigjährigen Krieg zählte die Stadt nur noch ein Drittel der Bevölkerung – Grötzingen wurde vom zweitreichsten zum ärmsten Ort des Amtes Nürtingen. Die Not zwang zahlreiche Einwohner schon Mitte des 18. Jahrhunderts zur Auswanderung, überwiegend nach Nordamerika.
Ein Großbrand zerstörte 1845 im Ortskern 13 Gebäude, darunter das Rathaus und das Schulhaus.

### Aich

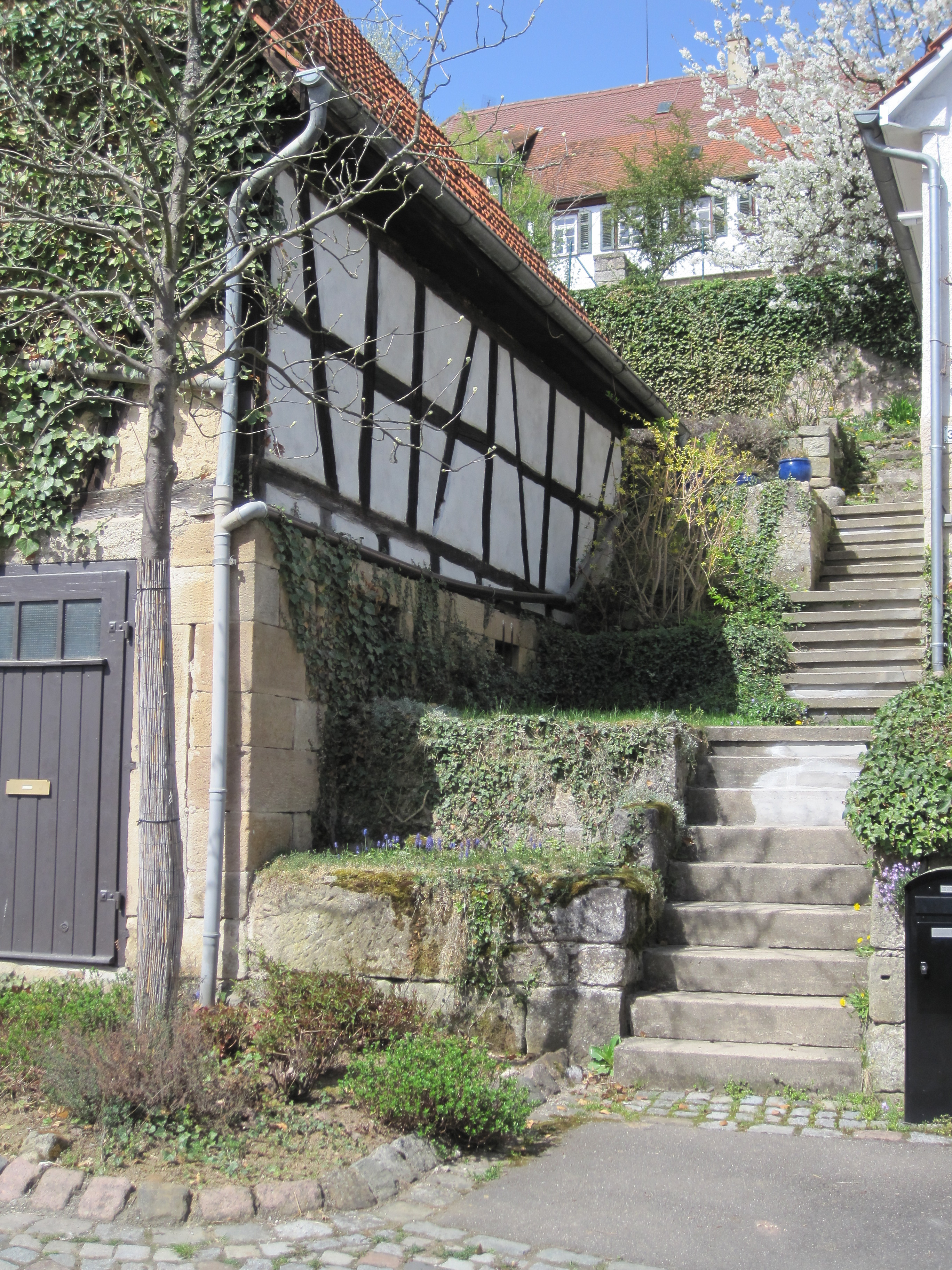
Treppe am Kirchhang in Aich

Aich wurde 1103 in einer Schenkungsurkunde der Brüder Wernher und Wolfram von Eichacha zum ersten Mal erwähnt. 1312 ist ein Besitz der Herren von Bernhausen in Aich nachweisbar, verkauften diesen aber 1319 an die Frauenpfründe der Pfarrkirche. Als Ortsadel erscheinen die „Vögte von Aich“. Sie waren ritterliche Dienstmannen der Pfalzgrafen von Tübingen (Herrenberger Linie). Die Vögte von Aich hatten auch Besitztümer in Neuenhaus und Schlaitdorf. Im Jahre 1369 wurde der Ort von den Reutlinger Sperwern für 550 Pfund Heller erworben. Dies verkauften dann 1382 mit der Herrschaft Herrenberg an Württemberg. Württemberg schlug Aich dem Amt Grötzingen zu, später, nach dessen Auflösung Anfang des 16. Jahrhunderts, dann dem Amt Nürtingen.
Im Jahre 1383 zählte das Dorf zwölf „Hüblin“ (kleine Bauerngüter). Die älteste Urkunde im Kreisarchiv Esslingen bezeugt 1404 die Belehnung von Heinz Stoll von Bernhausen mit der Bombachmühle, einer Bannmühle für die Aicher Bevölkerung; diese Mühle ist seit 1369 nachweisbar.
Im Süddeutschen Städtekrieg 1449 wurde das Dorf durch die Reutlinger größtenteils niedergebrannt.
Im Jahre 1586 wurde Aich durch ein Feuer erneut fast vollständig zerstört und unter Leitung des herzoglichen Baumeisters Heinrich Schickhardt wiederaufgebaut. Der Ort galt als geographischer Mittelpunkt des Herzogtums Württemberg.
Am 20. April 1945 wurde der Ort von französischen Soldaten, überwiegend Marokkanern, eingenommen und geplündert.

### Neuenhaus
Am Betzenberg finden sich mehrere Grabhügel aus der Hallstattzeit sowie zahlreiche Überreste und ein Friedhof aus der Römerzeit.
1312 wurde Neuenhaus als Neues Haus (zem Niwenhuse) zum ersten Mal urkundlich erwähnt. Es handelte sich um eine Wasserburg der Tübinger Pfalzgrafen, neben der ein grundherrschaftliches Dorf entstand. 1347 wurde Neuenhaus bereits aus Geldnot an Württemberg verkauft. Bis Mitte des 15. Jahrhunderts hatten die Speth die Burg zu Lehen. Auf den Fundamenten der alten Wasserburg wurde um 1600 das heute erhaltene Fachwerkhaus Schlössle erbaut.
Der Flurname Brustelberg am Hang des Betzenberges bezieht sich darauf, dass sich hier eine mittelalterliche Burg befand, welche bis ins Jahre 1670 bewohnt war und danach dem Verfall anheimfiel. Nach dem Tode des letzten Besitzers, des kinderlosen Junkers Phillip Grempp von Freudenstein, ging die Burg im Jahr 1641 in den Besitz von Württemberg über, Friedrich von Ragowitz erhielt sie daraufhin als Kunkellehen. Dessen Witwe war die letzte Bewohnerin der Burg, als sie 1670 verstarb, war die Burg bereits stark verfallen.
Vom 14. bis Mitte des 20. Jahrhunderts wurde in Neuenhaus das Töpferhandwerk betrieben. Der Töpferton dazu stammte vom nahen Betzenberg. Herzog Ulrich warb Hafnermeister aus Unterfranken an, denen er freien Holzbezug aus dem Schönbuch zusagte. Im Jahre 1848 gab es im Ort 78 Hafnermeister, d. h. fast zwei Drittel der Berufstätigen übten diesen Beruf aus. Dadurch entstand der volkstümliche schwäbische Ortsname Häfner-Nuihausa, der bereits 1720 in amtlichen Akten erscheint, im Unterschied zum ca. 15 km nordöstlich gelegenen Katholisch-Nuihausa (Neuhausen auf den Fildern). In den Nachbarorten werden die Einwohner von Neuenhaus meist schlicht Häfner genannt.
Eine weitere Einkommensquelle waren Krebse, die in der Schaich gefangen und regelmäßig bis nach Stuttgart und Tübingen verkauft wurden. Außerdem baute man am Uhlberg bis 1832 Wein an.

### Stadt- und Einwohnerentwicklung

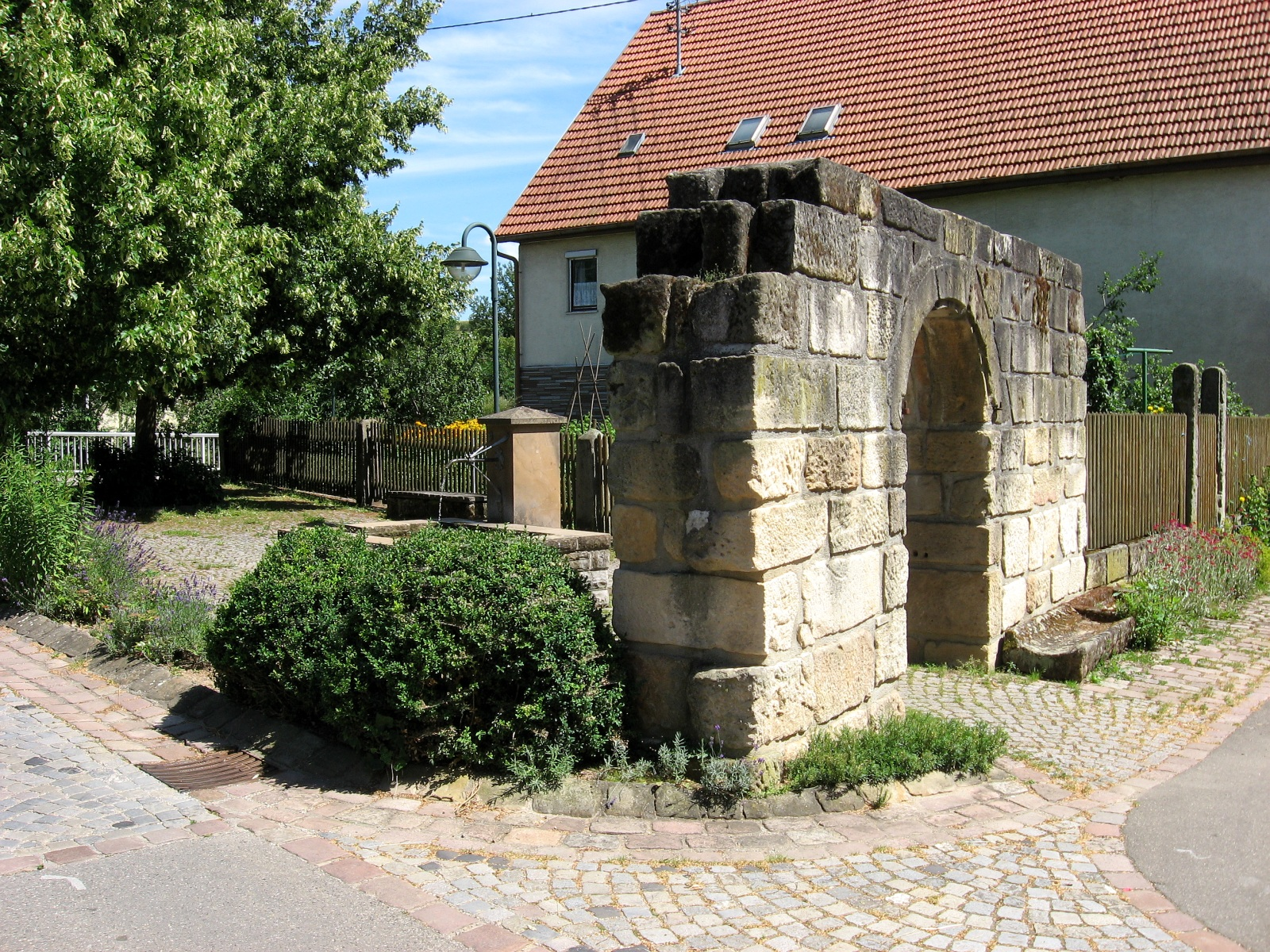
Wiederaufgebautes Teilstück der Grötzinger Stadtmauer

In Grötzingen und Aich wurden von den Nachkriegsjahren bis in die 1980er-Jahre neue Wohngebiete in Südhanglage oberhalb der Ortskerne erschlossen. In Grötzingen sind dies die ab 1948 die Schönblick- und ab 1971 die Blumensiedlung, in Aich die Sulzäcker (1956) und die nordöstlich des Ortes gelegene Rudolfshöhe (1957) sowie die Steinenäcker und der Gemeindeberg (1973). Neuenhaus dehnte sich von 1965 bis in die 1980er Jahre durch Neubauten entlang der Verbindungsstraße von Waldenbuch nach Nürtingen, im Grörach und in den Sandäckern sowie am Hang des Betzenbergs aus. Ab 1969 entstand nördlich von Aich das Gewerbegebiet Aichholz. 1976 siedelte sich in den benachbarten Riedwiesen die Firma Aldi an.
Ende der 1990er Jahre wurde die Schönblicksiedlung um das Neubaugebiet Froschegert erweitert, ebenso die Blumensiedlung um den Hohen Rain. Am nordöstlichen Ortsrand von Neuenhaus entstanden in den letzten Jahren ebenfalls Neubauflächen. Zurzeit werden mit dem Wohnbaugebiet Weckholder zwischen Grötzingen und der Rudolfshöhe weitere Wohnbauplätze erschlossen.
Im Jahr 2004 wurden in Aichtal 4310 Haushalte gezählt, was einer durchschnittlichen Haushaltsgröße von 2,3 Personen entspricht. Das Durchschnittsalter der Bevölkerung lag bei 39,9 Jahren.
|            | 1572 | 1654 | 1703 | 1745 | 1803 | 1810 | 1824  | 1834  | 1843  | 1852  | 1861  | 1871  | 1885  | 1895  | 1900  | 1905  | 1910  | 1919  |
| ---------- | ---- | ---- | ---- | ---- | ---- | ---- | ----- | ----- | ----- | ----- | ----- | ----- | ----- | ----- | ----- | ----- | ----- | ----- |
| Grötzingen | 450  | 258  | 448  | 593  | 870  | 893  | 945   | 958   | 967   | 977   | 900   | 933   | 882   | 804   | 784   | 845   | 856   | 870   |
| Aich       |      |      |      |      |      |      | 728   | 778   | 800   | 791   | 725   | 737   | 694   | 626   | 634   | 629   | 624   | 647   |
| Neuenhaus  |      |      |      |      |      |      | 565   | 624   | 668   | 776   | 674   | 772   | 838   | 748   | 724   | 718   | 716   | 793   |
| insgesamt  |      |      |      |      |      |      | 2.238 | 2.360 | 2.435 | 2.544 | 2.299 | 2.442 | 2.414 | 2.178 | 2.142 | 2.189 | 2.196 | 2.310 |

|            | 1925  | 1933  | 1939  | 1946  | 1950  | 1956  | 1961  | 1965  | 1970  | 1975  | 1980  | 1985  | 1990  | 1995  | 2000  | 2005  | 2010  | 2015   | 2020  |
| ---------- | ----- | ----- | ----- | ----- | ----- | ----- | ----- | ----- | ----- | ----- | ----- | ----- | ----- | ----- | ----- | ----- | ----- | ------ | ----- |
| Grötzingen | 869   | 831   | 848   | 1.239 | 1.283 |       | 1.862 |       | 2.453 |       |       |       |       |       |       |       |       |        | 4.472 |
| Aich       | 635   | 662   | 660   | 909   | 971   |       | 1.600 |       | 2.224 |       |       |       |       |       |       |       |       |        | 3.324 |
| Neuenhaus  | 806   | 867   | 864   | 1.089 | 1.141 |       | 1.413 |       | 1.767 |       |       |       |       |       |       |       |       |        | 2.147 |
| insgesamt  | 2.310 | 2.360 | 2.372 | 3.237 | 3.395 | 3.905 | 4.875 | 6.009 | 6.444 | 7.336 | 8.195 | 8.517 | 8.709 | 9.178 | 9.531 | 9.771 | 9.716 | 10.124 | 9.943 |

Volkszählungsergebnisse (bis 1961 und 1970) und Fortschreibungen des Statistischen Landesamts

### Religionen

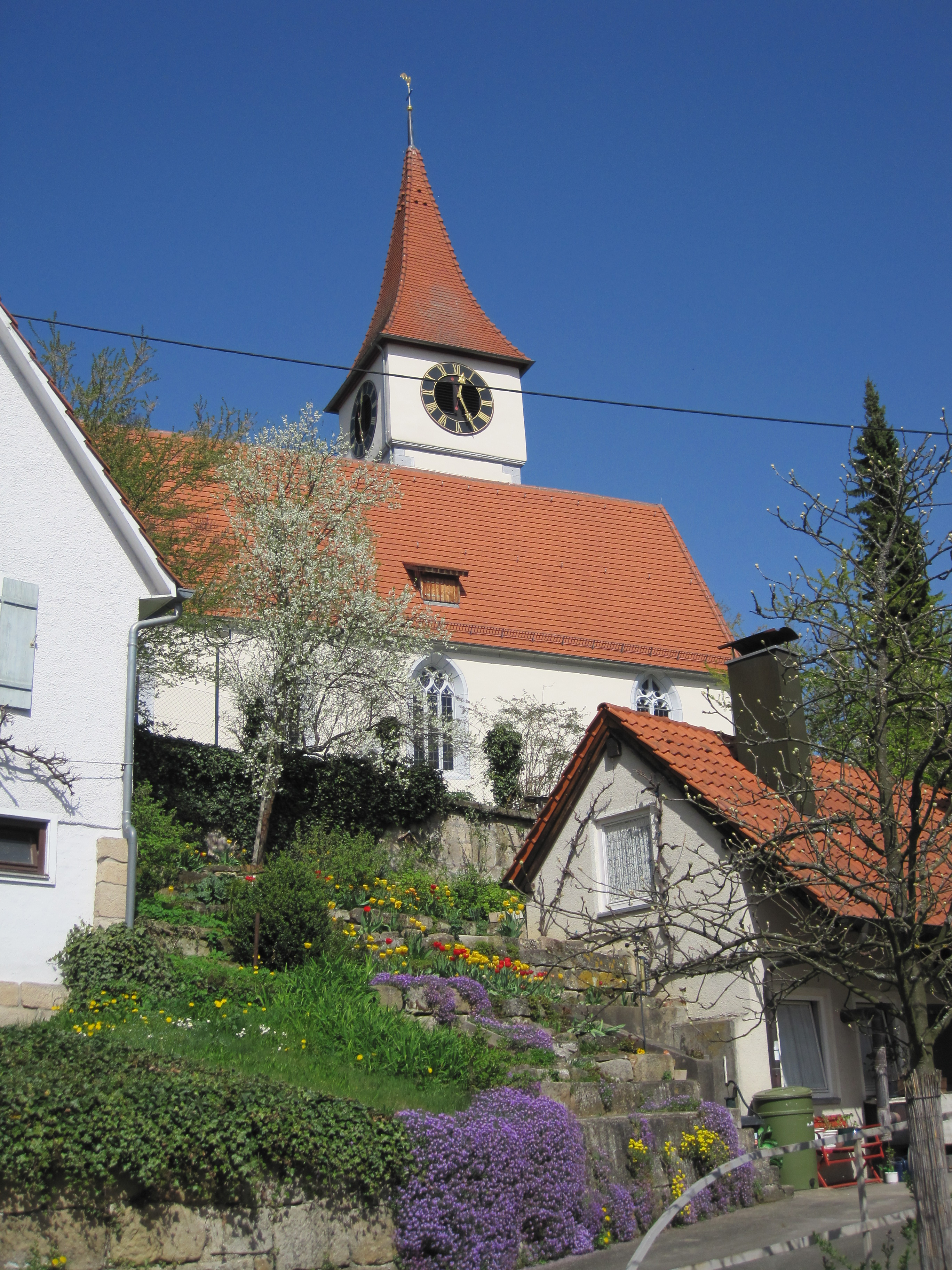
Kirche in Aich

Die drei Stadtteile von Aichtal waren seit der Reformation jahrhundertelang evangelisch geprägt. In Grötzingen besteht seit 1954 eine katholische Gemeinde. In Neuenhaus besteht eine neuapostolische Gemeinde, außerdem eine Gemeinde der Evangelischen Landeskirchlichen Gemeinschaft Christusbund (ehemals Württembergischer Brüderbund). Die evangelischen Kirchengemeinden Grötzingen, Aich und Neuenhaus gehören zum Kirchenbezirk Nürtingen der Evangelischen Landeskirche in Württemberg, die katholische Kirchengemeinde Grötzingen-Harthausen zum Dekanat Esslingen-Nürtingen des Bistums Rottenburg-Stuttgart.
In Grötzingen ist 1280 eine Kirche bezeugt, die kirchlich ursprünglich zu Neckartailfingen gehörte und an der 1375 eine eigene Pfarrei eingerichtet wurde. Graf Ulrich V. schenkte die Kirche 1444/45 dem Spital in Kirchheim. Die heutige Stadtkirche entstand um 1460 und wurde im 19. und 20. Jahrhundert stark verändert. Eine Pfarrkirche in Aich ist schon 1275 erwähnt. Über das Kloster Denkendorf kam sie unter württembergische Herrschaft. Die heutige Albanuskirche wurde Anfang des 16. Jahrhunderts durch Umbau einer spätgotischen Chorseitenturmanlage erbaut. 1343 ist eine Kapelle in Neuenhaus genannt, die zur Pfarrei Weil im Schönbuch gehörte. Das Patronatsrecht hatte das Kloster Bebenhausen. Im 16. Jahrhundert wurde Neuenhaus eigenständige Pfarrei. Die heutige Kirche ist ein spätgotischer Bau von 1480, der mehrfach umgebaut wurde und noch einen Chor mit Netzrippengewölbe besitzt.

## Politik

### Verwaltungssitz
Verwaltungssitz und Tagungsort des Gemeinderats ist das 1966 erbaute Rathaus im Stadtteil Aich.

### Gemeinderat
Der Gemeinderat in Aichtal besteht aus den gewählten 18 ehrenamtlichen Gemeinderäten und dem Bürgermeister als Vorsitzendem. Der Bürgermeister ist im Gemeinderat. Die Kommunalwahl am 9. Juni 2024 führte zu folgendem Endergebnis.

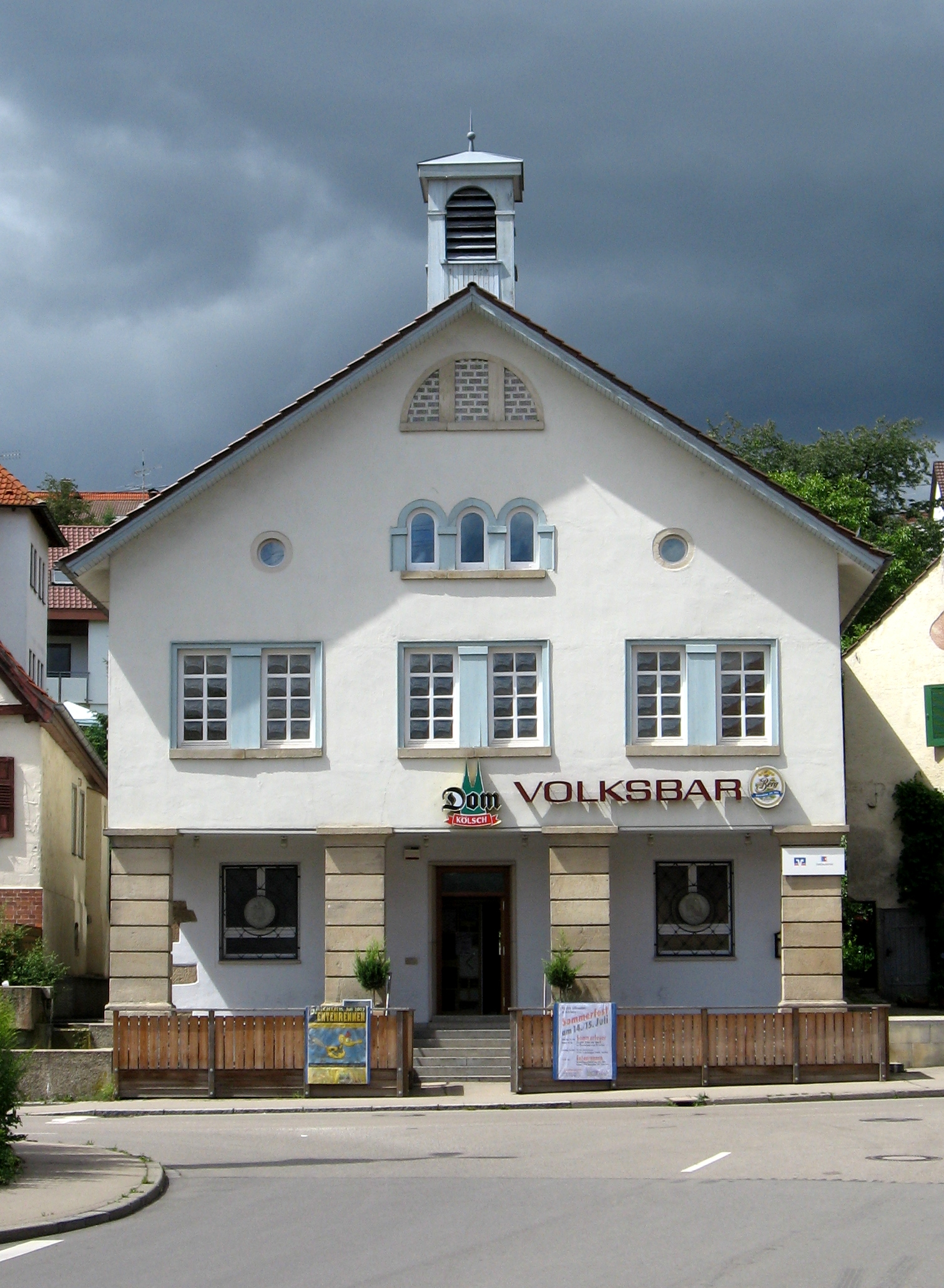
Altes Aicher Rathaus von 1742 (1836 umgebaut)

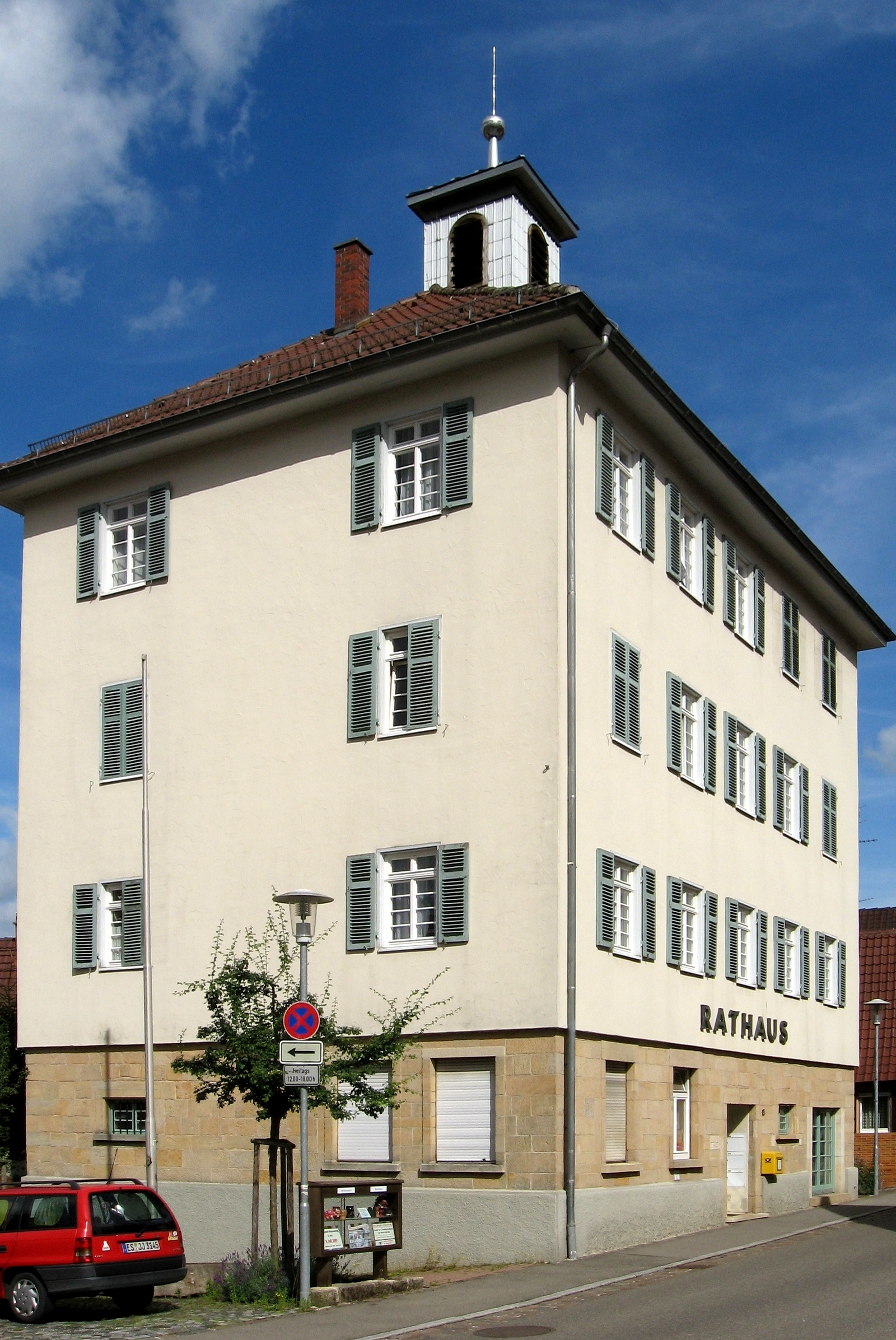
Rathaus Neuenhaus, diente von 1845 bis 1955 auch als Schulhaus

| Parteien und Wählergemeinschaften | Parteien und Wählergemeinschaften                               | % 2024  | Sitze 2024 | % 2019  | Sitze 2019 | Kommunalwahl 2024 %3020100 28,4422,5217,4513,2118,38 FWCDUGrüneSPDLiberaleGewinne und Verlusteim Vergleich zu 2019 %p 6 4 2 0 −2 −4 −6 −8+2,08+5,37−6,38−1,78+0,71FWCDUGrüneSPDLiberale |
| FUW                               | Freie Unabhängige Wählervereinigung                             | 28,44   | 5          | 26,36   | 5          | Kommunalwahl 2024 %3020100 28,4422,5217,4513,2118,38 FWCDUGrüneSPDLiberaleGewinne und Verlusteim Vergleich zu 2019 %p 6 4 2 0 −2 −4 −6 −8+2,08+5,37−6,38−1,78+0,71FWCDUGrüneSPDLiberale |
| CDU/BLA                           | Christlich Demokratische Union Deutschlands/Bürgerliste Aichtal | 22,52   | 4          | 17,15   | 3          | Kommunalwahl 2024 %3020100 28,4422,5217,4513,2118,38 FWCDUGrüneSPDLiberaleGewinne und Verlusteim Vergleich zu 2019 %p 6 4 2 0 −2 −4 −6 −8+2,08+5,37−6,38−1,78+0,71FWCDUGrüneSPDLiberale |
| GRÜNE                             | Bündnis 90/Die Grünen                                           | 17,45   | 3          | 23,83   | 4          | Kommunalwahl 2024 %3020100 28,4422,5217,4513,2118,38 FWCDUGrüneSPDLiberaleGewinne und Verlusteim Vergleich zu 2019 %p 6 4 2 0 −2 −4 −6 −8+2,08+5,37−6,38−1,78+0,71FWCDUGrüneSPDLiberale |
| SPD/UL                            | Sozialdemokratische Partei Deutschlands/Unabhängige Liste       | 13,21   | 3          | 14,99   | 3          | Kommunalwahl 2024 %3020100 28,4422,5217,4513,2118,38 FWCDUGrüneSPDLiberaleGewinne und Verlusteim Vergleich zu 2019 %p 6 4 2 0 −2 −4 −6 −8+2,08+5,37−6,38−1,78+0,71FWCDUGrüneSPDLiberale |
| LIBERALE                          | Aichtaler Liberale Bürger/FDP                                   | 18,38   | 3          | 17,67   | 3          | Kommunalwahl 2024 %3020100 28,4422,5217,4513,2118,38 FWCDUGrüneSPDLiberaleGewinne und Verlusteim Vergleich zu 2019 %p 6 4 2 0 −2 −4 −6 −8+2,08+5,37−6,38−1,78+0,71FWCDUGrüneSPDLiberale |
| Gesamt                            | Gesamt                                                          | 100     | 18         | 100     | 18         | Kommunalwahl 2024 %3020100 28,4422,5217,4513,2118,38 FWCDUGrüneSPDLiberaleGewinne und Verlusteim Vergleich zu 2019 %p 6 4 2 0 −2 −4 −6 −8+2,08+5,37−6,38−1,78+0,71FWCDUGrüneSPDLiberale |
| Wahlbeteiligung                   | Wahlbeteiligung                                                 | 68,89 % | 68,89 %    | 66,62 % | 66,62 %    | Kommunalwahl 2024 %3020100 28,4422,5217,4513,2118,38 FWCDUGrüneSPDLiberaleGewinne und Verlusteim Vergleich zu 2019 %p 6 4 2 0 −2 −4 −6 −8+2,08+5,37−6,38−1,78+0,71FWCDUGrüneSPDLiberale |

### Bürgermeister
Der Bürgermeister wird in Baden-Württemberg für eine Amtszeit von acht Jahren gewählt. Sebastian Kurz (CDU) wurde am 25. Oktober 2020 mit 53,43 % der gültigen Stimmen zum neuen Bürgermeister gewählt.
- 1976–1992: Manfred Stierle
- 1992–2012: Klaus Herzog
- 2012–2020: Lorenz Kruß
- seit 2020: Sebastian Kurz (CDU)

### Wappen und Flagge

Flagge der Stadt Aichtal

| Wappen von Aichtal | Blasonierung: „Unter goldenem (gelbem) Schildhaupt, darin eine schwarze Hirschstange, fünfmal von Grün und Gold geteilt.“ |
| Wappen von Aichtal | Aichtal trägt das Wappen der ehemaligen Stadt Grötzingen, das seit 1535 nachweisbar ist. Es ist an das Siegel des Stadtgründers Diepold von Bernhausen angelehnt, ergänzt um die württembergische Hirschstange. Ähnliche Wappen sind bei der heutigen Stadt Filderstadt und der ehemaligen Gemeinde Bittenfeld zu finden, in denen zeitweise ebenfalls die Edelfreien von Bernhausen herrschten. |

Die Stadtflagge ist zweigeteilt in Grün-Gelb (Grün-Gold). Wappen und Flagge wurden der Stadt Aichtal am 4. Dezember 1978 vom Landratsamt Esslingen verliehen.

### Städtepartnerschaften
- Sümeg (Ungarn), seit 1990
- Ligny-en-Barrois (Frankreich), seit 12. September 1998

## Kultur und Sehenswürdigkeiten

### Bauwerke

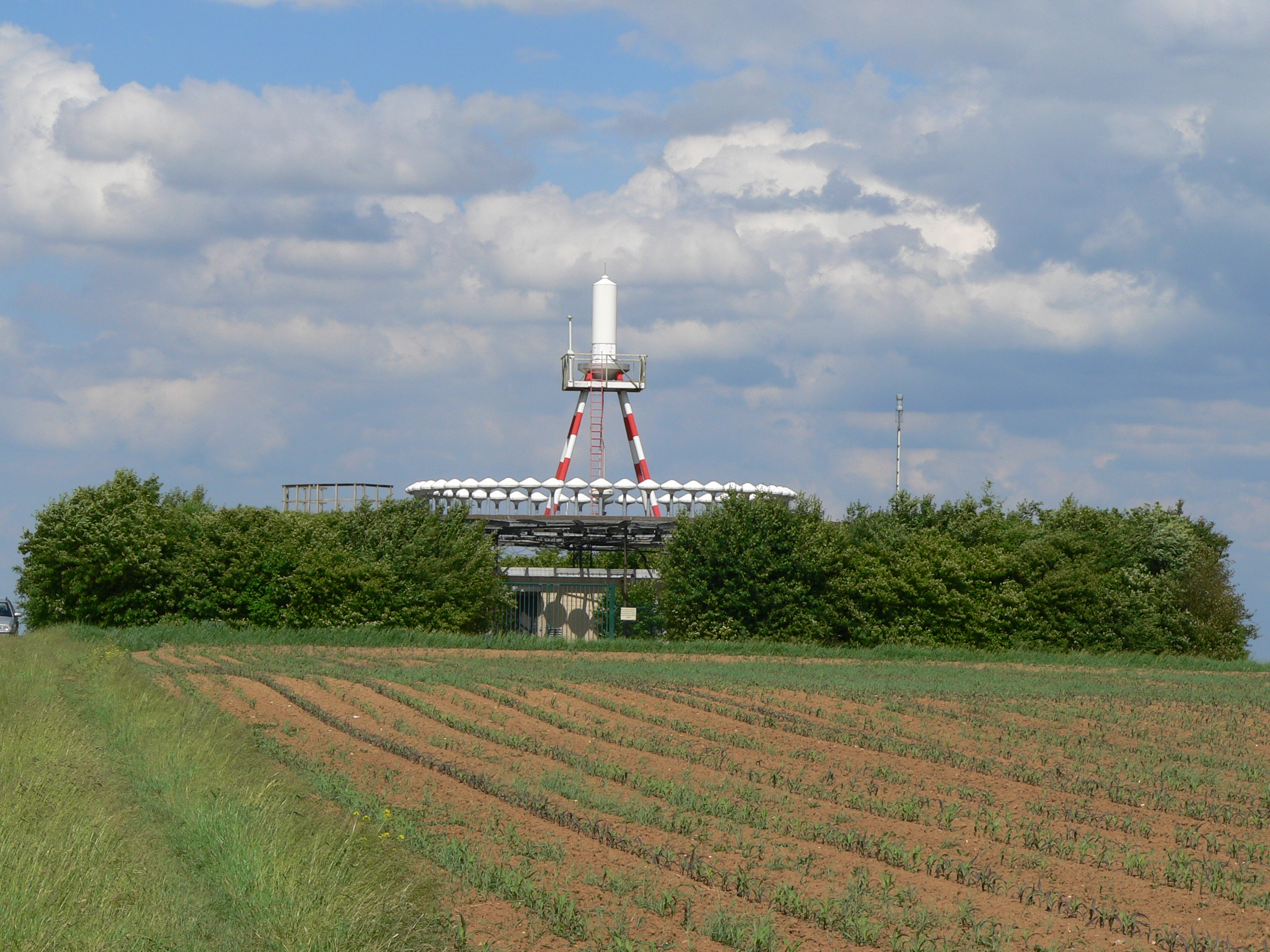
Drehfunkfeuer

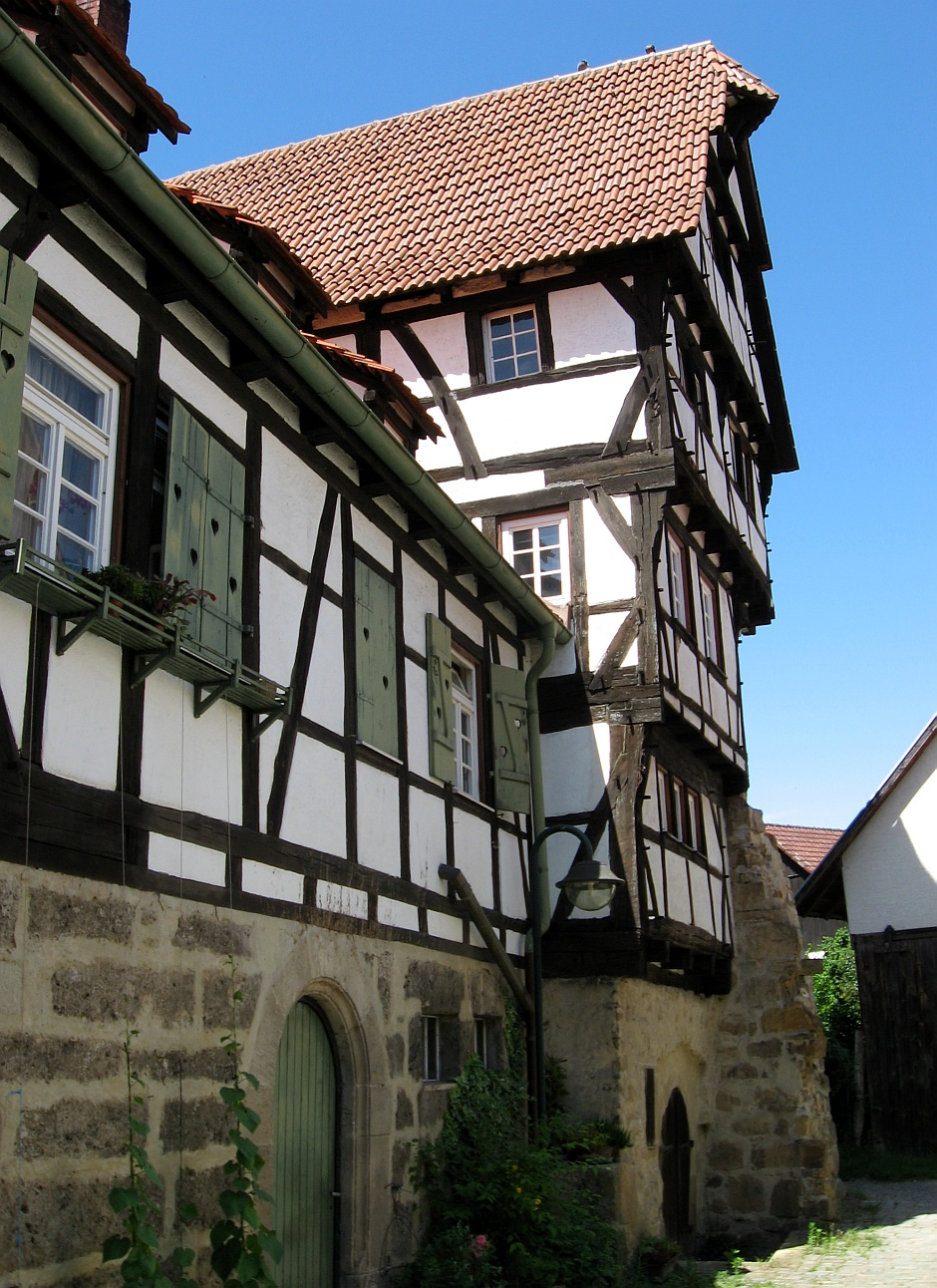
Fachwerkhaus aus dem 15. Jahrhundert in der Burgstraße

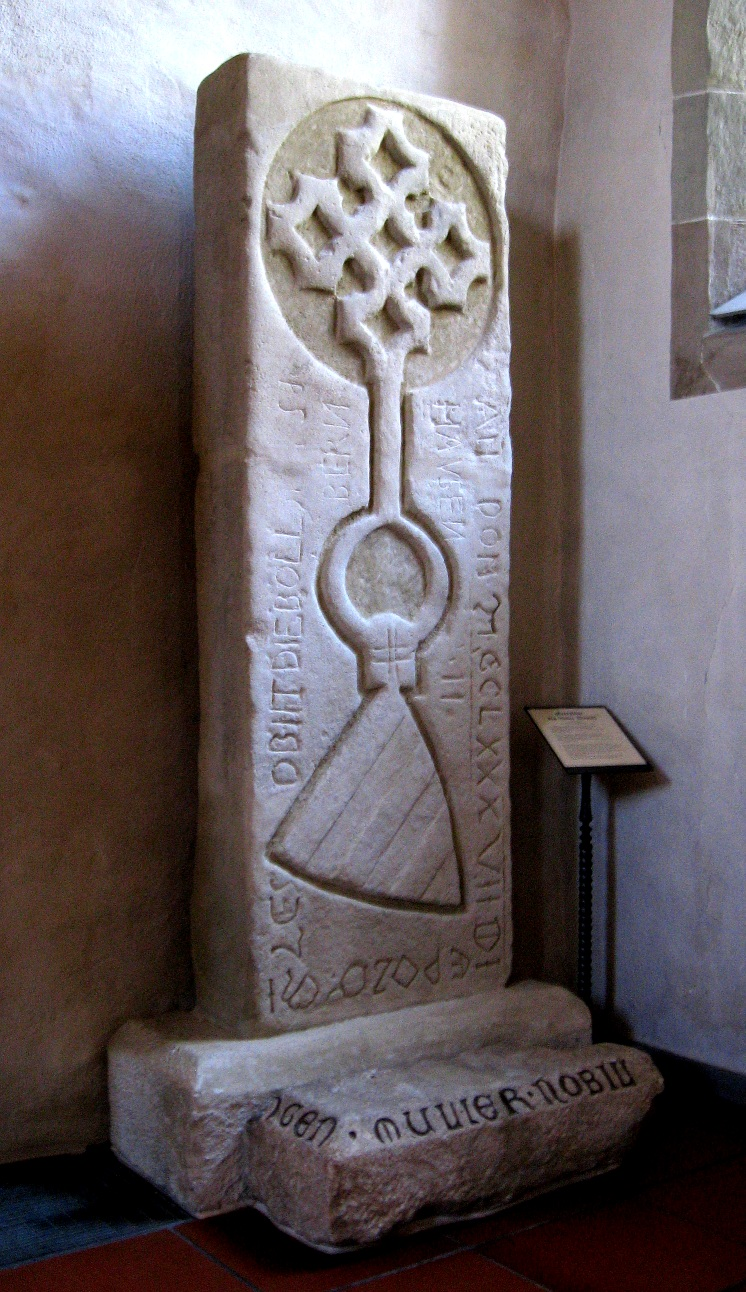
Grabplatte des Stadtgründers Diepold von Bernhausen († 1286) in der Grötzinger Stadtkirche

Da die Stadt Grötzingen in der Vergangenheit von größeren Zerstörungen verschont geblieben ist, haben sich mehrere Fachwerkhäuser aus dem 15. und 16. Jahrhundert erhalten. Zu den Sehenswürdigkeiten zählen das Gebäude Hindenburgstraße 17 von 1558 am Marktplatz, das von 1738 bis 1820 als Schulhaus diente und heute als evangelisches Gemeindehaus genutzt wird, sowie das Pfarrhaus von 1683. Die Stadtkirche, die um 1460 als gotischer Neubau einer wesentlich älteren Kirche entstand, wurde im 19. und 20. Jahrhundert stark verändert. In der romanischen Vorgängerkirche wurde der 1286 bei Hedelfingen im Kampf gegen Württemberg gefallene Stadtgründer Diepold von Bernhausen beigesetzt. Von der Anfang des 19. Jahrhunderts abgebrochenen Stadtmauer, die über zwölf Türme und drei Tore verfügte, sind nur Reststücke erhalten geblieben. Ab 1968 wurden Teile davon – inklusive Gefängnis- und Pulverturm – wiederaufgebaut.
Die von 1979 bis 1983 erbaute Aichtalbrücke ist mit einer Länge von 1161 Meter die längste Bundesstraßenbrücke in Deutschland. Sie überspannt das Aich- und Bombachtal zwischen Aich und Neuenhaus in einer Höhe von 52 Metern über dem Talgrund. Auf dem Betzenberg, an der westlichen Gemarkungsgrenze oberhalb von Waldenbuch, befindet sich der 1976 errichtete Fernmeldeturm Waldenbuch, der mit einer Höhe von 146 Metern von weit her sichtbar ist. Ein weiteres auffälliges Bauwerk aus neuerer Zeit ist das der Flugnavigation dienende Drehfunkfeuer auf dem Kleinbergle.

### Natur
Aichtal liegt direkt am Naturpark Schönbuch, dessen nordöstlicher Teil zum Stadtgebiet gehört. Über markierte Wanderwege kommt man zu Fuß oder mit dem Fahrrad bis Tübingen oder Herrenberg, ohne den Wald zu verlassen. Das unter Naturschutz stehende Schaichtal zieht sich zwischen dem Betzenberg und dem Schaichberg über acht Kilometer lang von Neuenhaus nach Dettenhausen. Die üppige Ufervegetation sowie Seen und Tümpel zeichnen das landschaftlich reizvolle Tal aus, das seltene Arten wie den Eisvogel, den Feuersalamander und die Wasseramsel beheimatet.
Nördlich von Neuenhaus liegt der Uhlberg mit dem Aussichtsturm Uhlbergturm und Grillstelle, der auch von Aich aus direkt zu Fuß erreicht werden kann. Bei der Burkhardtsmühle, an der Mündung des Reichenbachs in die Aich, beginnt das Siebenmühlental, durch das ein asphaltierter Wanderweg nach Leinfelden führt.

### Theater
Seit 1954 wird der Grötzinger Galgenberg als Spielstätte für Theatervorstellungen genutzt. Das Naturtheater Grötzingen führt dort jährlich im Sommer zwei Stücke auf, jeweils eines für Kinder und Erwachsene. Unter der 1978 erbauten Betonkuppel finden 850 Zuschauer Platz.

### Museen
Das Heimatmuseum Grötzingen und das Häfnermuseum Neuenhaus erlauben einen Einblick in die Vergangenheit der beiden Orte.

### Sport
Aichtal verfügt über drei Fußball-, zwei Tennis- und zwei Wassersportvereine. Zwei Angelvereine, ein Schützenverein, ein Tischtennisclub, ein Volleyballverein sowie ein Ski- und ein Aikidoclub runden das sportliche Angebot ab. Das seit 1974 bestehende Hallenbad in Neuenhaus wurde Mitte der 1990er Jahre größtenteils abgerissen, neu erbaut und als Garten-Hallenbad wiedereröffnet. Die exponierte Lage des Hallenbads am Schönbuchrand erlaubt einen Blick über die drei Stadtteile bis zu den Kaiserbergen.

### Musik
Weiterhin gibt es zwei Musikvereine in Aich und Neuenhaus, den Spielmannszug der Feuerwehr Abt. Grötzingen, drei Chöre und einen Akkordeonverein in Grötzingen.

### Regelmäßige Veranstaltungen
Zu den größeren, in der Region bekannten Veranstaltungen zählen das Bockbierfest in Neuenhaus (Mai), das Sommerfest des Musikvereins in Aich (Juli), das Grötzinger Städtlesfest (Ende Juli/Anfang August) und das Häfner Dorffest in Neuenhaus (September).

## Wirtschaft und Infrastruktur

### Verkehr

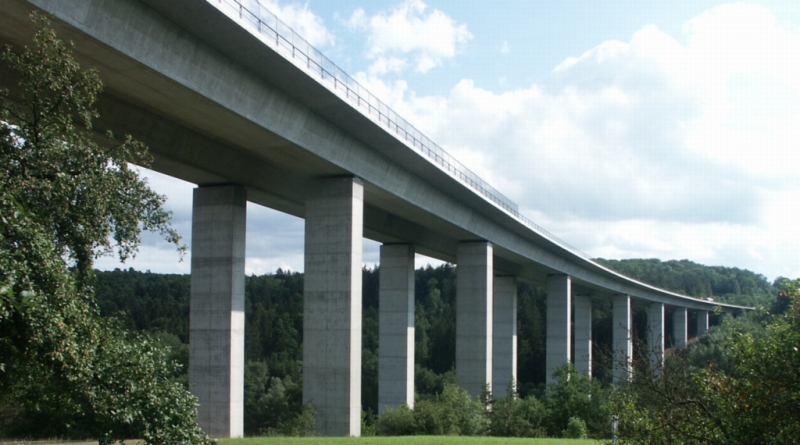
Aichtalbrücke

#### Straßen
Die Stadt ist mit dem Auto über die Bundesstraßen 27 bzw. 312 von Stuttgart, Reutlingen und Tübingen aus in rund 25 Minuten zu erreichen. Der Flughafen Stuttgart und die nächsten Anschlussstellen an die Bundesautobahn 8 liegen etwa zehn Kilometer entfernt. Die B 27 verläuft auf der vierspurigen Aichtalbrücke zwischen Aich und Neuenhaus, die B 312 auf einer zweispurigen Brücke zwischen Grötzingen und Aich. Ein Anschluss an die B 27 besteht nur von und nach Stuttgart, der seit Jahren von Stadt und Industrie geforderte Anschluss aus und in Richtung Tübingen wurde bisher nicht realisiert. Die Landesstraße 1185 führt von Nürtingen über Aichtal und Waldenbuch nach Böblingen.

#### Busverkehr
Die Buslinien 167, 805, 808 und 809 verbinden Aichtal mit Filderstadt-Bernhausen (wo Anschluss an die S-Bahn Stuttgart besteht), Nürtingen (an der Bahnstrecke Plochingen–Immendingen) und Neckartenzlingen. Betreiber dieser Linien ist das in Aichtal ansässige Busunternehmen Melchinger. Werktags verkehrt darüber hinaus zwei bis drei Mal am Tag die Linie 760 der FMO von Neuenhaus über Waldenbuch und Böblingen zum Mercedes-Benz-Werk in Sindelfingen. Alle öffentlichen Verkehrsmittel sind zu einem einheitlichen Tarif innerhalb des Verkehrs- und Tarifverbunds Stuttgart zu benutzen.

#### Radverkehr
Über Alltagsradrouten aus dem Radnetz Baden-Württemberg ist Aich 
- mit Filderstadt (Bonlanden und Bernhausen),
- über Neckartailfingen und Neckartenzlingen
  - mit Tübingen und
  - über Metzingen mit Reutlingen verbunden.

Durch Neuenhaus, Aich und Grötzingen verläuft der Hohenzollern-Radweg, der vom Bodensee über die hohenzollerischen Städte Sigmaringen und Hechingen und über Rottenburg am Neckar und Esslingen nach Weinstadt im Rems-Murr-Kreis führt.

### Beschäftigung
Zum 30. Juni 2010 waren 3654 Einwohner sozialversicherungspflichtig beschäftigt, von denen 3113, also 85 Prozent, als Berufsauspendler außerhalb Aichtals arbeiteten. Umgekehrt gab es 2013 Berufseinpendler, die außerhalb wohnten, sodass insgesamt 2554 sozialversicherungspflichtig Beschäftigte in Aichtal arbeiteten. Von diesen waren 71 Prozent im produzierenden Gewerbe und 29 Prozent im Dienstleistungssektor tätig. Im Jahr 2010 waren nach Zahlen der Bundesagentur für Arbeit im Durchschnitt 204 Einwohner arbeitslos, was einer Quote von 4,7 Prozent entspricht.
Die Anzahl der landwirtschaftlichen Betriebe in Aichtal hat sich von 285 im Jahr 1961 auf 18 im Jahr 2007 reduziert.

### Ansässige Unternehmen
- Putzmeister, der führende Hersteller von Betonpumpen mit weltweit 15 Tochtergesellschaften, hat seinen Hauptsitz seit 1971 in Aichtal. Mit über 800 Mitarbeitern ist das Unternehmen der größte Arbeitgeber in der Stadt.
- Pago Etikettiersysteme, die seit 1978 bestehende deutsche Niederlassung der Schweizer Pago-Gruppe, produziert in Aichtal neben Etikettieranlagen jährlich mehr als drei Milliarden Selbstklebeetiketten zur Produktdekoration. Pago beschäftigt in Aich etwa 500 Mitarbeiter.
- Aldi Aichtal ist eine Regionalgesellschaft der Handelskette Aldi Süd, zu der rund 70 Filialen zwischen dem Nordschwarzwald und der Ostalb gehören. Die Filialen werden vom 1976 erbauten und mehrmals erweiterten Zentrallager beliefert, das eine Fläche von 50.000 Quadratmetern umfasst.
- Die Sauerkrautfabrik Kimmich ist heute einer der beiden letzten von ehemals 17 Betrieben, die das überregional bekannte Filderkraut verarbeiten.

### Medien
Über das Geschehen in Aichtal berichtet die Nürtinger Zeitung. Daneben sind die Stuttgarter Zeitung und die Stuttgarter Nachrichten jeweils mit dem Lokalteil für den Landkreis Esslingen verbreitet. Seit 1975 erscheint wöchentlich das städtische Mitteilungsblatt. Wöchentliche Anzeigenblätter sind das Filder-Extra und das Nürtinger Echo. Von 1995 bis 2010 erschien zusätzlich das Aichtaler Echo.

### Öffentliche Einrichtungen
Die Freiwillige Feuerwehr Aichtal ist für die Brandbekämpfung und Unfallhilfe im Stadtgebiet zuständig. Sie besteht aus aktiven Abteilungen in jedem der drei Stadtteile mit insgesamt 10 Einsatzfahrzeugen, einer Musikabteilung in Grötzingen und einer Jugendfeuerwehr.
Es gibt in Aichtal zehn städtische Kindergärten – fünf in Grötzingen, drei in Aich, zwei in Neuenhaus – und zusätzlich einen Waldorfkindergarten in Grötzingen.
Das Jugend- und Kinderhaus hat täglich für junge Menschen zwischen sechs und 25 Jahren geöffnet. Im Außenbereich können eine Halfpipe, ein Volleyballplatz und eine Streetballanlage genutzt werden. Im Haus stehen Spiele wie Billard, Kicker, Tischtennis oder Dart sowie Internet-PCs zur Verfügung. Zu den regelmäßigen Veranstaltungen zählen Discos, Rockkonzerte und Kinoabende.
Die Stadtbücherei Aichtal im Grötzinger Helenenheim mit einem Bestand von 21.000 Medien steht allen Bürgern offen.

### Bildung
Neben der Grund- und Hauptschule Grötzingen, die eine Ganztagsbetreuung anbietet, gibt es Grundschulen in Aich und Neuenhaus. Weiterführende Schulen befinden sich in den Nachbarstädten Nürtingen und Filderstadt sowie in Neckartenzlingen. Die Volkshochschule Nürtingen unterhält in Aichtal eine Außenstelle. Außerdem befand sich im Stadtteil Neuenhaus das Karl-Schubert-Seminar, eine anthroposophische Fachschule für Sozialwesen, an der der theoretische Teil der Ausbildung zum staatlich anerkannten Heilerziehungspfleger absolviert werden kann. Seit 2011 befindet sich das Seminar in Wolfschlugen.

### Ver- und Entsorgung

#### Stromversorgung
Grötzingen wird seit 1910, Aich und Neuenhaus seit 1912 mit elektrischem Strom versorgt. Das Stromnetz wird heute von der EnBW Regional AG betrieben.

#### Gasversorgung
Eine Gasversorgung besteht in den Stadtteilen Aich und Grötzingen, wo ein Erdgasnetz von der EnBW Regional AG betrieben wird.

#### Wasserversorgung
Aichtal ist Mitglied in den Zweckverbänden Filderwasserversorgung (Fiwa) und Bodensee-Wasserversorgung (BWV). Grötzingen wird seit 1943 teilweise und seit 1951 vollständig von der Fiwa mit Neckarwasser aus Neckartailfingen versorgt, ebenso Aich seit 1957. Das Wasser für Neuenhaus wird aus der eigenen Mönchsquelle und seit 1970 zusätzlich von der BWV bezogen. Der tägliche Pro-Kopf-Verbrauch beträgt im Durchschnitt 121 Liter.

#### Abwasserbeseitigung
Zur Reinigung des Abwassers betreibt die Stadt eine Kläranlage östlich von Grötzingen.

#### Abfallentsorgung
Die Abfallentsorgung wird vom Abfallwirtschaftsbetrieb Esslingen organisiert, einem Eigenbetrieb des Landkreises Esslingen.

## Persönlichkeiten

### Söhne und Töchter der Stadt
- Christoph Binder (1519–1596), evangelischer Geistlicher, Abt des Klosters Adelberg
- Peter Maiwald (1946–2008), Schriftsteller
- Martin Kronauer (* 1949 im Stadtteil Grötzingen), Soziologe und Hochschullehrer
- Angelika Matt-Heidecker (* 1953), Juristin und Politikerin (SPD)
- Gerald Roth (* 1954 im Stadtteil Grötzingen), Jurist, Richter am Bundesgerichtshof
- Rainer Zaiser (* 1955), Romanist, Professor für romanische Philologie in Kiel
- Peter Bäuerle (* 1956 im Stadtteil Grötzingen), Chemiker
- Hendrik Weihs (* 1962 oder 1963), Raumfahrtforscher

### Persönlichkeiten, die vor Ort gewirkt haben
- Paul Maar (* 1937), Kinderbuchautor, lebte einige Jahre im Stadtteil Grötzingen.